# Cimetière mémorial de Levachovo
Le cimetière mémorial de Levachovo (en russe : Левашовское мемориальное кладбище, Levachovskoïe memorialnoïe kladbichtche) est un mémorial dédiée aux victimes des grandes purges staliniennes, se trouvant sur le site du principal charnier soviétique découvert dans la région de Saint-Pétersbourg. Il est situé dans le village de Levachovo, au nord-ouest de Saint-Pétersbourg.
Ce charnier est composé de 22 fosses communes contenant les dépouilles d'opposants tués dans une vague de répression surnommée Iejovchtchina, du nom du chef du NKVD de l'époque, Nikolaï Iejov ordonnée par Staline, qui culmine de 1936 à 1938. Les corps de dizaines de milliers de victimes des assassinats illégaux commis par la Tchéka, Vétchéka, OGPU et NKVD sous les ordres des autorités soviétiques sont enterrés dans ces fosses communes tenues secrètes. Si le cimetière n'abrite qu'une partie des victimes des purges, il tend à devenir le principal lieu de recueillement pour les familles des disparus, dont les corps n'ont généralement pas été retrouvés.
Découvert à la chute du régime soviétique le site est devenu un mémorial fréquenté. Aménagé à partir de 1990, il a le statut de « cimetière mémorial » et est un lieu de recueillement et de mémoire.
Le complexe de Levachovo se compose d'un parc du souvenir où se mêlent arbres et compositions florales et arbustives. 

## Situation géographique
Le site des fosses communes se trouvent à une vingtaine de kilomètres au nord est de Saint-Pétersbourg, dans une forêt, près du village de Levachovo, juste en face d'une base aérienne militaire importante. Le site est totalement clos derrière par des palissades de bois peintes en vert. Il est accessible au public.  
Comme dans tous les charniers soviétiques, les corps ont été ensevelis dans des zones qui ont été recouvertes de sable puis des arbres nombreux ont été plantés. Le site est désormais un bois assez dense qui a été conservé. 
Comme à Bykovnia les troncs de nombreux arbres sont entourés d'écharpes traditionnelles avec parfois une photo ou une plaque rappelant le souvenir d'une personne ou d'un couple. Les allées du site sont parfaitement entretenues, et les bâtiments d'époque conservés dans leur état d'origine.

## Histoire

### Contexte

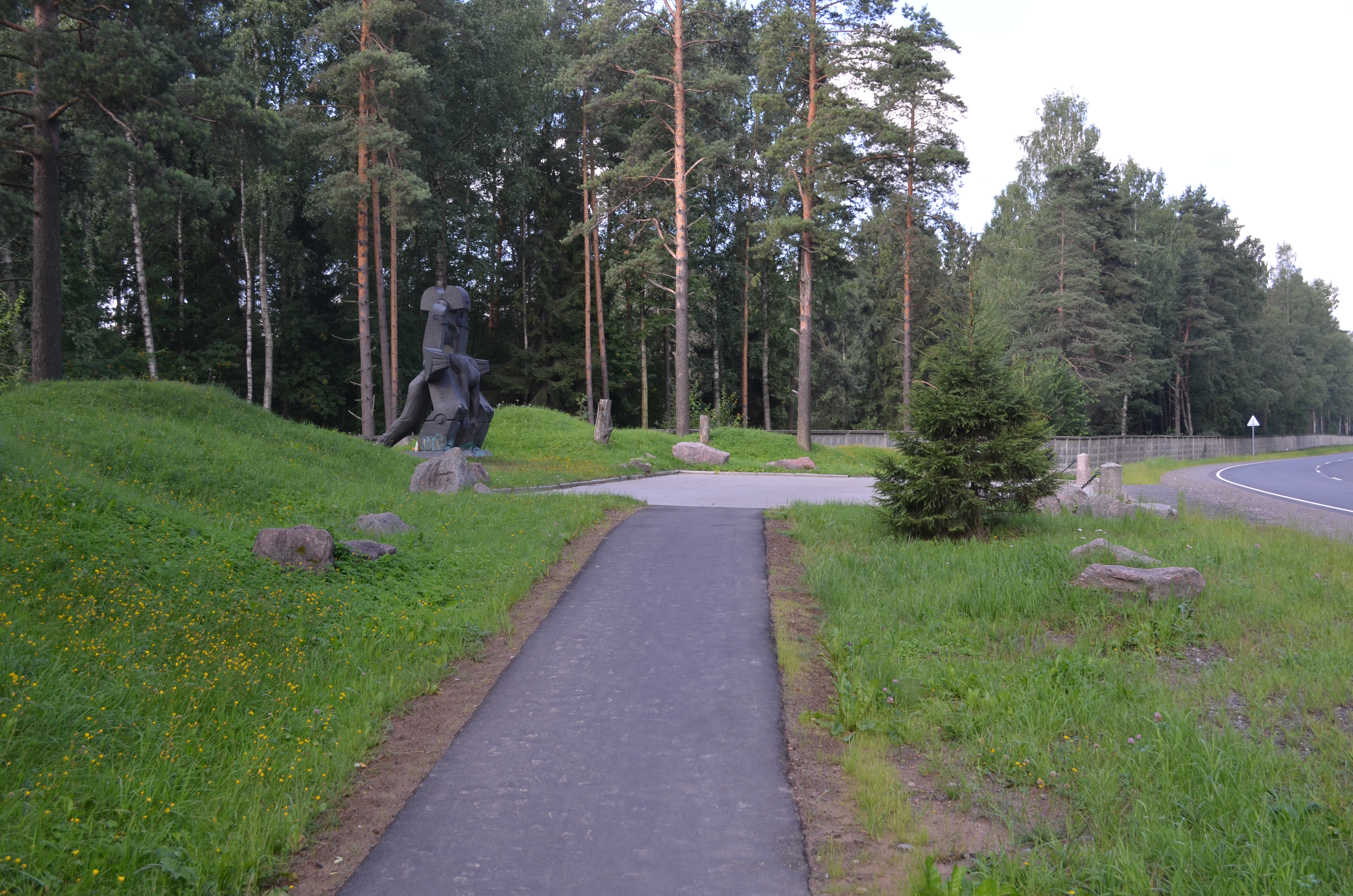
Le « Moloch du totalitarisme »

Dans l'ouest de l'Union soviétique ont été découverts, à proximité des grands centres de répression, d'immenses charniers contenant les victimes des différentes répressions menées par le régime communiste installé par la révolution d'Octobre : dékoulakisation du début des années trente, grande terreur, occupation de nouveaux territoires dans le cadre du Pacte germano-soviétique , répression lorsque les troupes nazies ont été défaites après l'échec de l'opération Barbarossa. Levachovo sur la frontière nord, Kourapaty près de Minsk et Bykivnia près de Kiev sont le site des fosses communes les plus importantes.

### La Grande Terreur de 1937-1938
Le 2 juillet 1937 le Politburo du Comité central du Parti communiste de l'Union soviétique (CCPCUS), dirigé par Joseph Staline, donnait l'ordre de lancer à une grande échelle une « opération pour la répression des anciens koulaks, des éléments anti-soviétiques actifs, et des criminels ». La tâche était confiée à Nikolaï Iejov et différentes « troïkas »  disposant de tous les pouvoirs.
Dans la pratique, à ce stade, la répression visait principalement les minorités nationales (polonaises, ukrainiennes, baltes, etc.) ainsi qu'une partie de l'encadrement du Parti communiste, notamment la partie juive.  
Staline lance cette répression massive au moment même où il édicte une constitution et organise des « élections libres ». Les assassinats de masse se feront hors de tout cadre légal et constitutionnel, les personnes arrêtées et exécutées l'étant comme suspects sur des listes établies arbitrairement. Les exécutions et les tombes seront dès lors tenues secrètes. 

### Les tueries de la région de Léningrad
Le 31 juillet 1937 L.M. Zakovski, chef du directorat du NKVD de Leningrad et de sa région reçoit l'ordre administratif secret no 447 de Commissaire du Peuple chargé des affaires intérieures, N.I. Iejov, pour le lancement immédiat des opérations de répression. Une troïka formée du chef régional du NKVD, du procureur régional et du chef local du parti communiste était sommée d'exécuter 4 000 personnes par fusillade (sanction de catégorie 1) et d'en déporter 10 000 (sanction de catégorie 2). L'exécution de l'ordre est confiée à son adjoint V.N. Garin.
Une campagne de propagande massive était lancée simultanément contre les « espions et saboteurs » en même temps que des listes d' « Allemands », « Polonais », « Kharbin » devaient être immédiatement établies. Ces listes devaient théoriquement être approuvées par une commission constituée à Moscou de représentant du NKVD (Iejov) et du Bureau du procureur général (Andreï Vychinski). Cette séquence d'assassinats est connue aujourd'hui en Russie sous le nom de « Yezhovshchina ».
Les recherches conduites par l'association Mémorial ont conduit à chiffrer le nombre des victimes à 19 350 pour 1937 et 20 769 pour 1938. Les victimes avaient été sélectionnées pour des raisons de nationalité ou de suspicion d'être par nature ou naissance un « ennemi du peuple ». On y trouve toutes les catégories sociales : religieux, employés, ouvriers, paysans, directeurs d'usine, cadres du parti rendu suspects par leur origine nationale ou ethnique, professeurs, élèves, intellectuels.
La plupart des victimes ont été assassinées d'une balle dans la nuque dans les différents locaux du NKVD, y compris les prisons, et enterrées en secret principalement à Levachovo. Les condamnés disparaissait brutalement sans qu'aucune nouvelle ne soit donnée aux familles, quand les familles elles-mêmes n'étaient pas déportées ou exécutées.  

### Découverte du site
Le site est resté en activité jusqu'en 1954, après la mort de Staline et restera secret jusqu'en 1989. Il sera parfaitement entretenu par le directoire du KGB responsable des lieux. 
La redécouverte du site a lieu en 1989, à la faveur de la politique de Glasnost (« Transparence ») mis en mouvement  par Mikhaïl Gorbatchev. De fait, si la présence de fosses communes était connue, leur emplacement exact n'a pu être découvert qu'après une procédure entamée par la municipalité de Saint-Pétersbourg (et son maire réformateur Anatoli Sobtchak) à l'encontre des services du KGB, qui refusaient de révéler ces informations. Sous la pression conjuguée des politiques locaux et de militants tels que Valentin Mouravski. Le 5 janvier 1989 le Politburo du Comité central du parti communiste de l'union soviétique vote la résolution « concernant les mesures additionnelles pour la restauration de la justice vis-à-vis des victimes de la répression qui a sévi dans les années, trente, quarante et au début des années cinquante ».
Le 18 juillet 1989, l'emplacement des charniers est rendu public, et le comité exécutif du conseil municipal de Leningrad déclare le site « cimetière mémorial » par la décision no 5454.
Le terrain est officiellement cédé à la municipalité au mois de mai 1990, et une chapelle sera érigée. Dès lors, le site est progressivement aménagé en mémorial dédié à toutes les victimes des purges staliniennes. Les premiers services religieux auront lieu le 21 octobre 1989 et 14 avril 1990. 
Les représentants des diverses communautés massacrées ont élevé des monuments à leurs victimes qui font la particularité de ce cimetière où il n'y a aucune tombe individuelle. Les premières, dédiées aux Lituaniens et aux Biélorusses, l'ont été dès le mois de mai 1992 ; elles ont été suivies d'autres monuments dédiés aux Ukrainiens, Finlandais, Allemands, Italiens, Polonais, Estoniens, Lettons, Juifs, Assyriens, mais aussi à des constituantes spécifiques de la société soviétique de l'époque, à commencer par les membres du clergé. Les victimes ethniques russes ont également leur monument. Différents monuments orthodoxes ont été construits.  Une cloche sera installée en 1993 que les visiteurs font sonner en hommage aux victimes. 
Symbole du cimetière de Levachovo, une statue représentant le « Moloch du totalitarisme » (Молох Тоталитаризма) a été élevée en 1996. Des commémorations officielles ont lieu deux fois l'an, au mois de juin et au mois d'octobre (le jour du 30 octobre est officiellement consacré aux victimes des répressions politiques, en Russie).

## Évaluation du nombre des corps
Aucune fouille n'a été entreprise pour connaître exactement le nombre et le nom des victimes enterrées collectivement à Levachovo. On a préféré conserver la tranquillité du site dont tous les arbres auraient dû être arrachés pour conduire des excavations. 
Le nombre des victimes est donc estimé à partir des listes d'exécutions récupérées dans les archives du NKVD. La Bibliothèque nationale de Russie a publié de 1995 à 2002 la liste des victimes connues, en cinq volumes. Ces travaux font apparaître que d'août 1937 à 1954, 46 771 personnes furent exécutées dans la région de Léningrad, dont 40 485 pour des motifs politiques. 

## Sources
- La source de cet article est la brochure du Cimetière mémorial de Levachovo, rédigée de 1999 à 2006, par la Commission de restauration des droits et de réhabilitation des victimes de la répression politique et publiée par Dean, la société d'édition de la Bibliothèque nationale de Russie.
- On peut aussi consulter chez le même éditeur  "Book of memory, a Leningrad Martyrology".